# Liste de députés finlandais prisonniers politiques en Russie
Cet article donne une liste non exhaustive de députés finlandais qui ont été prisonniers politiques en Russie.

## Jägers
Futurs députés du Mouvement Jäger emprisonnés ou déportés en Sibérie pour Crime de lèse-majesté pendant la période du Grand-Duché de Finlande.
| Futurs députés du Mouvement Jäger emprisonnés ou déportés en Sibérie pour Crime de lèse-majesté pendant la période du Grand-Duché de Finlande. | Futurs députés du Mouvement Jäger emprisonnés ou déportés en Sibérie pour Crime de lèse-majesté pendant la période du Grand-Duché de Finlande. | Futurs députés du Mouvement Jäger emprisonnés ou déportés en Sibérie pour Crime de lèse-majesté pendant la période du Grand-Duché de Finlande. | Futurs députés du Mouvement Jäger emprisonnés ou déportés en Sibérie pour Crime de lèse-majesté pendant la période du Grand-Duché de Finlande. | Futurs députés du Mouvement Jäger emprisonnés ou déportés en Sibérie pour Crime de lèse-majesté pendant la période du Grand-Duché de Finlande. |
| Député | Parti | période | Peine | Réf. |
| --- | --- | --- | --- | --- |
| Aarne Sihvo | Parti progressiste national | 1919–1920 | Emprisonné à Saint-Petersbourg 1916–1917 | [ 1 ] |
| Artturi Leinonen | Ligue Agraire | 1936–1939 1944–1945 | Déporté dans l'Oural 1916–1917 | [ 2 ] |

## Purges staliniennes
| Emprisonnés pendant les Purges staliniennes | Emprisonnés pendant les Purges staliniennes | Emprisonnés pendant les Purges staliniennes | Emprisonnés pendant les Purges staliniennes | Emprisonnés pendant les Purges staliniennes         | Emprisonnés pendant les Purges staliniennes |
| Député                                      | Parti                                       | Période                                     | Exilé ou déporté                            | Peine                                               | Réf.                                        |
| ------------------------------------------- | ------------------------------------------- | ------------------------------------------- | ------------------------------------------- | --------------------------------------------------- | ------------------------------------------- |
| Matti Airola                                | SDP                                         | 1908–1918,                                  | exilé en URSS 1918                          | Emprisonné 1938                                     | [ 3 ]                                       |
| Toivo Alavirta                              | SDP                                         | 1917–1918                                   | exilé en URSS 1918                          | Emprisonné 1937                                     | [ 4 ]                                       |
| Aino Forsten                                | SDP                                         | 1917–1918                                   | exilé en URSS 1918                          | Emprisonné 1937                                     | [ 5 ]                                       |
| Edvard Gylling                              | SDP                                         | 1908–1910, 1911–1918                        | exilé en Russie 1920                        | Emprisonné 1937                                     | [ 6 ]                                       |
| Herman Hurmevaara                           | SDP                                         | 1917–1919                                   | exilé en URSS 1930                          | Emprisonné 1937                                     | [ 7 ]                                       |
| Oskari Ikonen                               | SDP                                         | 1914–1917,                                  | exilé en URSS 1927                          | Emprisonné 1938                                     | [ 8 ]                                       |
| Väinö Kallio                                | SSTP                                        | 1929–1930                                   | exilé en URSS 1933                          | Emprisonné 1938                                     | [ 9 ]                                       |
| Hanna Karhinen                              | SDP                                         | 1914–1917,                                  | exilé en URSS 1926                          | Emprisonné 1938                                     | [ 10 ]                                      |
| Feliks Kellosalmi                           | SDP                                         | 1909–1911 1917–1918                         | exilé en URSS 1918                          | Emprisonné 1935                                     | [ 11 ]                                      |
| Jalmari Kirjarinta                          | SDP                                         | 1908–1910                                   | exilé en URSS 1918                          | Emprisonné 1937                                     | [ 12 ]                                      |
| Hanna Kohonen                               | SDP                                         | 1917–1918                                   | exilé en URSS 1918                          | Emprisonné 1937                                     | [ 13 ]                                      |
| Jalo Kohonen                                | SDP                                         | 1917–1918                                   | exilé en URSS 1918                          | Emprisonné 1936                                     | [ 14 ]                                      |
| Kalle Korhonen                              | SDP                                         | 1917–1918                                   | exilé en URSS 1918                          | Emprisonné 1937                                     | [ 15 ]                                      |
| Kalle Kyhälä                                | SDP                                         | 1929–1930                                   | déporté en URSS 1930                        | Emprisonné 1938                                     | [ 16 ]                                      |
| Toivo Latva                                 | SSTP                                        | 1927–1928                                   | déporté en URSS 1931                        | Emprisonné 1936                                     | [ 17 ]                                      |
| Jussi Lehtinen                              | SDP                                         | 1917–1917                                   | déporté en URSS 1918                        | Emprisonné 1937                                     | [ 18 ]                                      |
| Jukka Lehtosaari                            | SDP                                         | 1917–1918                                   | déporté en URSS 1918                        | Emprisonné en Finlande 1921-1926 Emprisonné en 1937 | [ 19 ]                                      |
| Kalle Lepola                                | SDP                                         | 1917–1918                                   | déporté en URSS 1918                        | Emprisonné en Finlande 1922–1926 Emprisonné 1937    | [ 20 ]                                      |
| Maikki Letonmäki                            | SDP                                         | 1917                                        | déporté en URSS 1918                        | Emprisonné 1937                                     | [ 21 ]                                      |
| Jussi Lumivuokko                            | SDP                                         | 1914–1917                                   | déporté en URSS 1918                        | Emprisonné 1938                                     | [ 22 ]                                      |
| Kullervo Manner                             | SDP                                         | 1910–1914 1917                              | déporté en URSS 1918                        | Emprisonné 1935                                     | [ 23 ]                                      |
| Kalle Meriläinen                            | SSTP                                        | 1929–1930                                   | déporté en URSS 1930                        | Emprisonné 1937                                     | [ 24 ]                                      |
| Jaakko Mäki                                 | SDP                                         | 1908–1918                                   | déporté en URSS 1918                        | Emprisonné 1937                                     | [ 25 ]                                      |
| Antti Nahkala                               | SSTP                                        | 1922–1924                                   | déporté en URSS 1932                        | Emprisonné 1938                                     | [ 26 ]                                      |
| Juho Perälä                                 | SSTP                                        | 1928–1930                                   | déporté en URSS 1930                        | Emprisonné 1937                                     | [ 27 ]                                      |
| Hannes Pulkkinen                            | SSTP                                        | 1922–1924                                   | déporté en URSS 1924                        | Emprisonné 1937                                     | [ 28 ]                                      |
| Anni Rytkönen                               | SDP                                         | 1919–1922                                   | déporté en URSS 1927                        | Emprisonné 1937                                     | [ 29 ]                                      |
| Asser Salo                                  | SSTP                                        | 1929–1930                                   | exilé en Suède puis déporté en URSS 1930    | Emprisonné 1938                                     | [ 30 ]                                      |
| Tyyne Salomaa                               | SDP                                         | 1917                                        | exilée en Russia 1918                       | Emprisonné 1938                                     | [ 31 ]                                      |
| Emil Tabell                                 | SSTP                                        | 1924–1930                                   | déporté en URSS 1930                        | Emprisonné 1937                                     | [ 32 ]                                      |
| William Tanner                              | SSTP                                        | 1927–1930                                   | déporté en URSS 1930                        | Emprisonné 1935                                     | [ 33 ]                                      |
| Kalle Toppinen                              | SSTP                                        | 1922–1924                                   | déporté en URSS                             | Emprisonné 1937                                     | [ 34 ]                                      |
| Siina Urpilainen                            | SSTP                                        | 1927–1930                                   | déporté en URSS 1931                        | Emprisonné 1938                                     | [ 35 ]                                      |
| Arthur Usenius                              | SDP                                         | 1917–1918                                   | déporté en URSS 1920                        | Emprisonné 1937                                     | [ 36 ]                                      |
| Jalmari Virta                               | SSTP                                        | 1924–1930                                   | déporté en URSS 1930                        | Emprisonné 1937                                     | [ 37 ]                                      |